# 読売新聞社
読売新聞社（よみうりしんぶんしゃ）は、日本で『読売新聞』を発行する新聞社の名称である。
- 2002年6月30日まで - 株式会社読売新聞社。
- 2002年7月1日より - 読売新聞グループ本社およびその傘下各社の総称。

本項ではグループ全体について解説することとし、現業各社についてはそれぞれの項を参照のこと。

## 概要

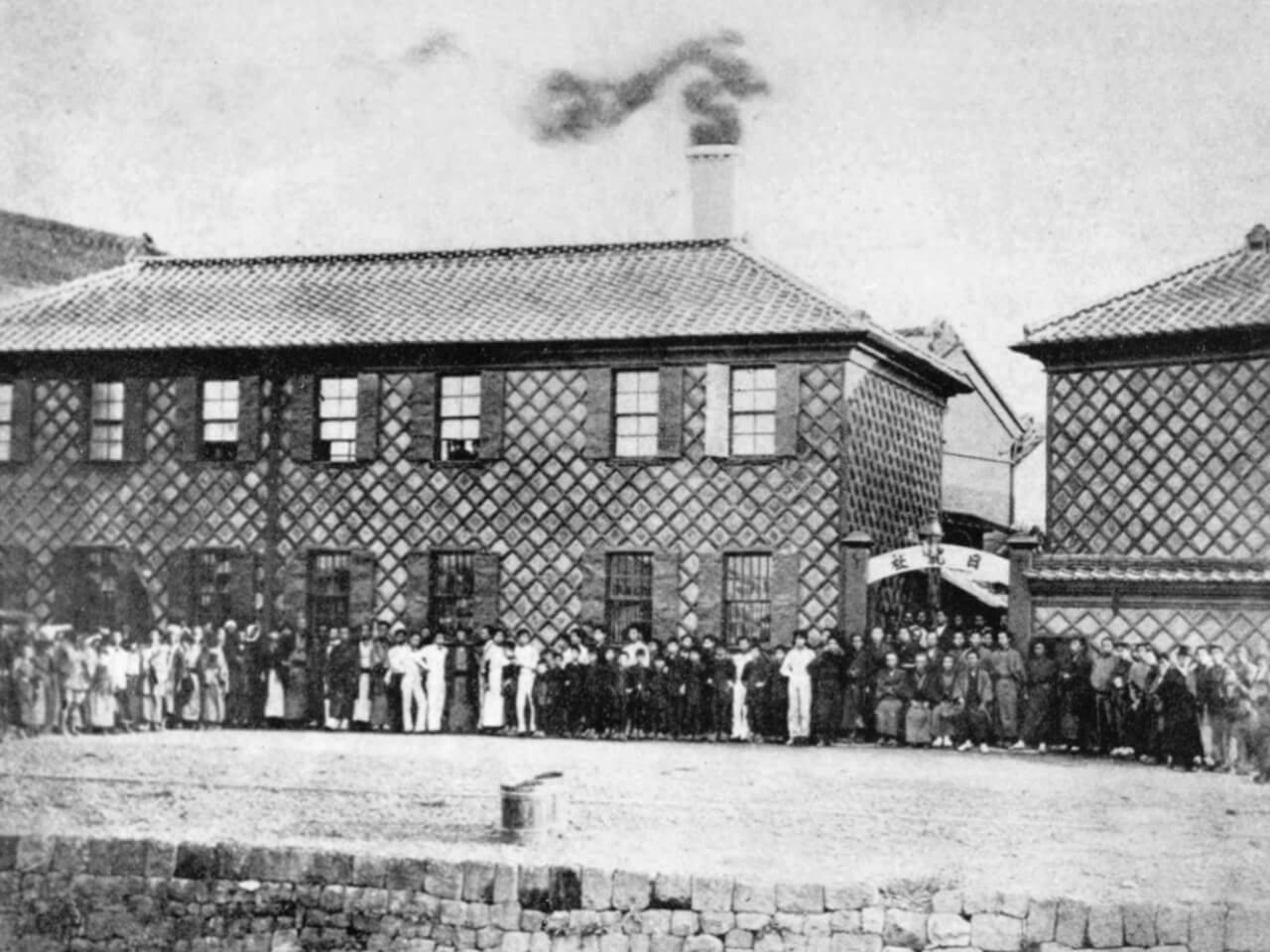
横浜時代の日就社（1900年頃）

もともとは独立した法人の名称で、グループ再編により定義づけは変化している。
そもそもはかつて首都圏をはじめ、東日本地域において読売新聞を発行していた「株式会社読売新聞社」という商号の会社だった。
社名の由来は、江戸時代からの読みながら売る方法「読売」と、それができる「平易な新聞」から。

### 創立から全国展開

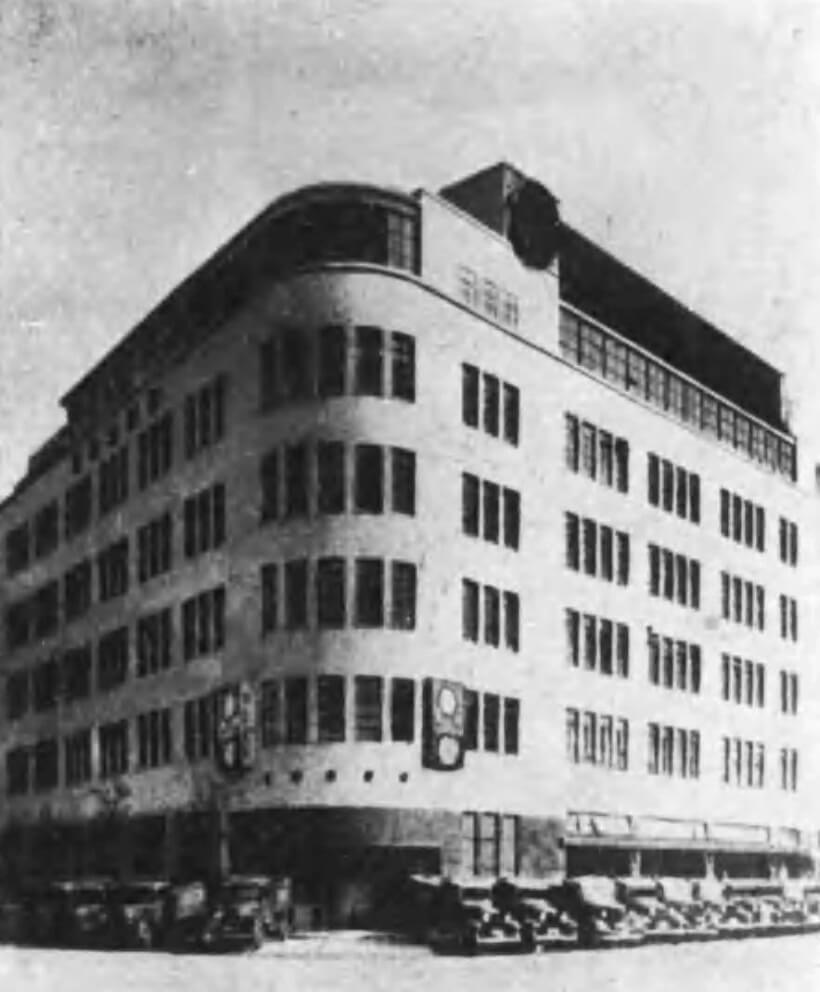
読売新聞社（東京市京橋区銀座、1941年）

横浜毎日新聞の編集にも携わった子安峻（こやすたかし）らにより、1870年に「合名会社日就社」の商号で印刷会社として横浜で創立。1873年1月に英和辞書『英和辞彙』を刊行。1874年に読売新聞を創刊した。1899年本野盛亨が社長となる。1909年、盛亨の死去により次男・本野英吉郎が社長となる。1917年には社名を「読売新聞社」に改称。以前は有限会社で、第二次世界大戦後の1950年に株式会社に改組された。
1919年松山忠二郎が社長となるが、1923年の関東大震災で打撃を受け、1924年正力松太郎が後藤新平から10万円という当時では大金の援助を得て経営権を獲得した。
第二次世界大戦後は、全国展開したこともあり、当該法人に加え、株式会社大阪讀賣新聞社、子会社の株式会社よみうり（旧：読売興業株式会社）が運営していた読売新聞西部本社・読売新聞中部本社（中部読売新聞社→中部読売新聞本社）をまとめた総称として用いられることもあった。なお、中部読売新聞社は元は読売新聞社・よみうりとは別個の独立した「名古屋高速印刷株式会社」という会社法人で、1974年7月31日に読売新聞社と業務提携を結び、「株式会社中部読売新聞社」に商号変更した。中部読売新聞本社は、1988年2月1日に読売新聞社の中部読売新聞社吸収後、読売興業の社内部署として設立された。

### 持株会社化へ
2002年7月1日付で読売新聞グループの再編が行われてからは、従来の読売新聞社改め持株会社である読売新聞グループ本社傘下となった以下の新聞現業3社の総称として用いられる。
- 読売新聞東京本社 - 旧「読売新聞社」から「読売新聞グループ本社」と分割する形で誕生した。旧読売新聞社の事業継承会社に当たる。法人としての承継会社はグループ本社。
  - 読売新聞北海道支社
  - 読売新聞北陸支社
  - 読売新聞中部支社 - かつての「中部読売新聞（本）社」→「読売新聞中部本社」。持株会社誕生に伴い、分割吸収により東京本社傘下の支社に格下げ。
- 読売新聞大阪本社 - かつての「大阪讀賣新聞社」。持株会社誕生に伴い、社名を変更。
- 読売新聞西部本社 - 先述の持株会社誕生に伴い、「よみうり」の分割の際独立。

このほか、読売新聞グループ本社は先述の持株会社誕生に伴い、「よみうり」の分割の際独立した読売巨人軍や、旧中央公論社から事業を引き継いだ中央公論新社及び遊園地「よみうりランド」を運営する株式会社よみうりランドを事業子会社に置いている。